# Cá buồm
Cá buồm, tên khoa học Istiophorus platypterus, là một loài cá biển trong họ Cá buồm. Loài cá này dài tới 3,6 m và cân nặng tới 125 kg. Sinh sống trong cả Thái Bình Dương, Ấn Độ Dương và Đại Tây Dương, trong khu vực biển quanh vùng nhiệt đới và cận nhiệt đới.
Cá buồm là loài cá di chuyển với tốc độ nhanh nhất khi đang đi săn(Tốc độ kỉ lục là 120 km/h)

## Hình ảnh

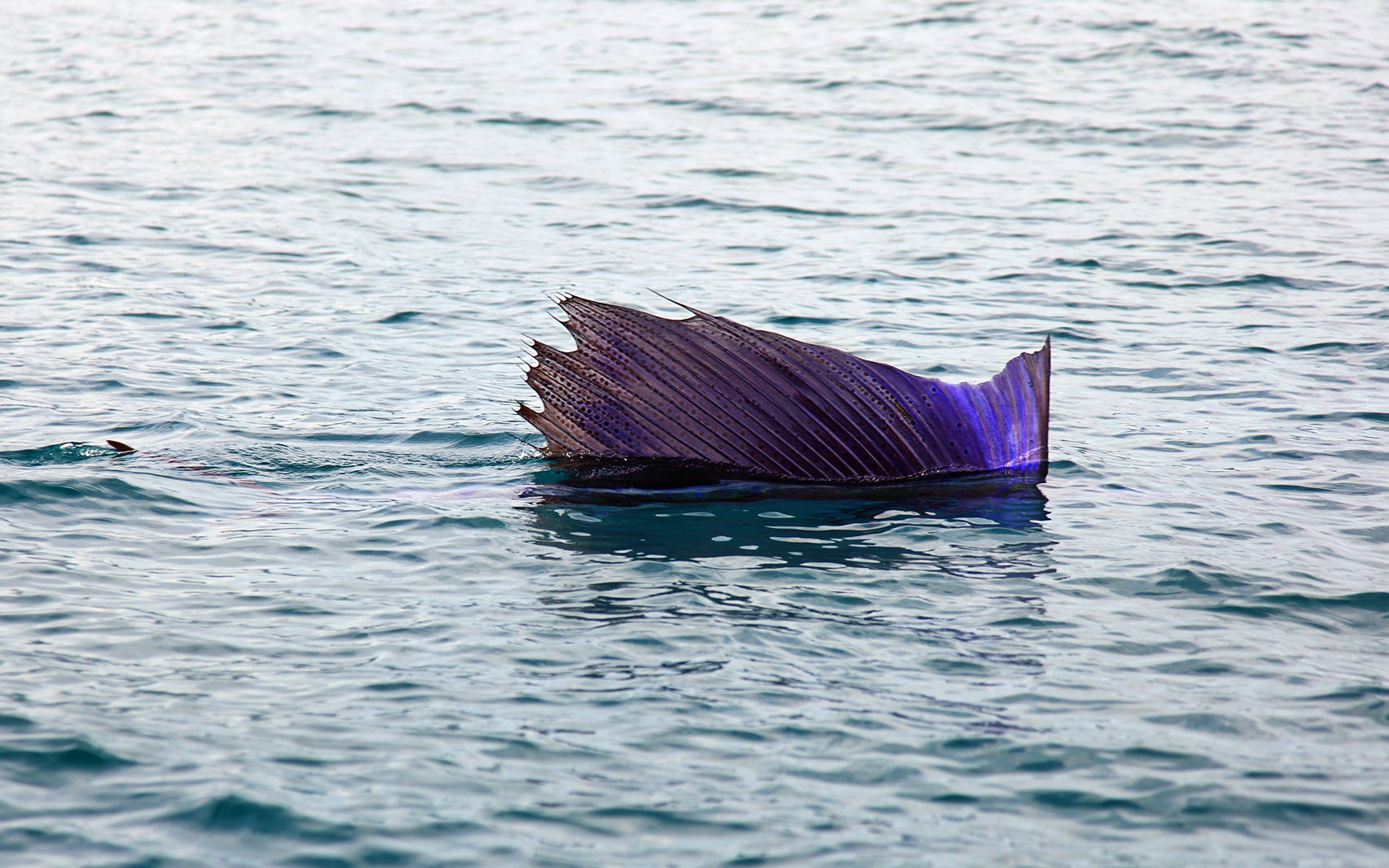
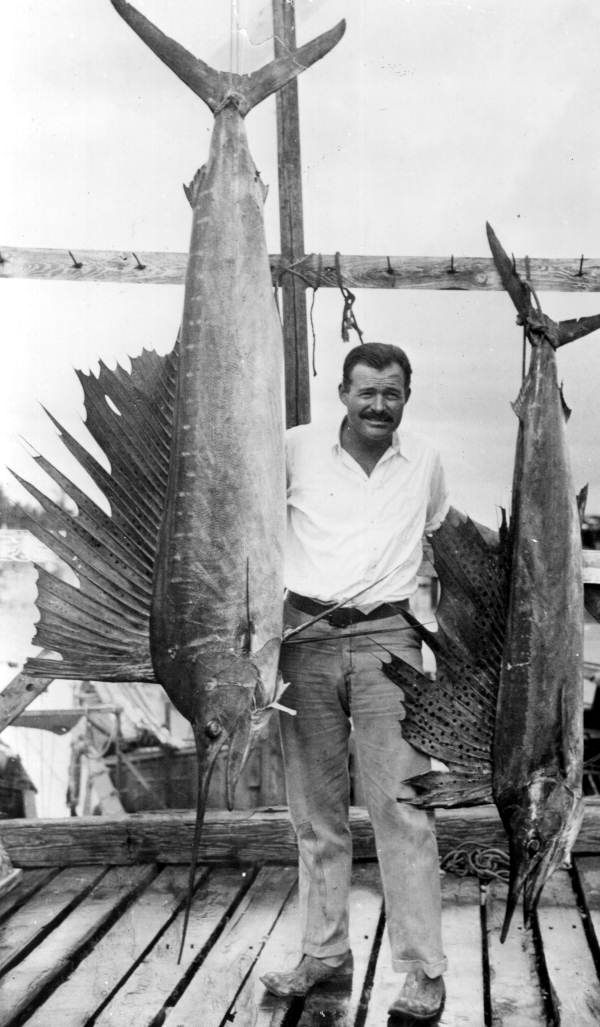